# Ghetti nazisti

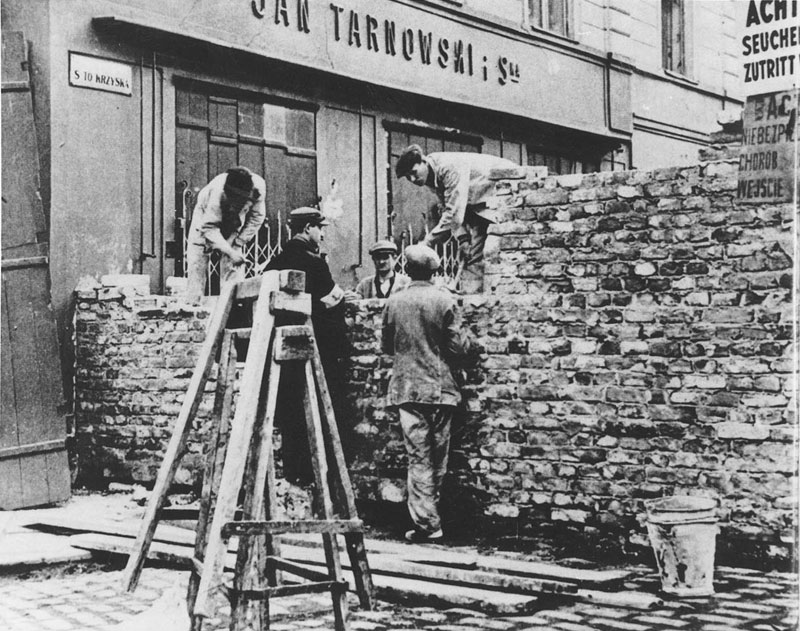
La costruzione del muro di cinta del ghetto di Varsavia nell'agosto 1940

I ghetti nazisti (Jüdischer Wohnbezirk o Wohngebiet der Juden) servirono durante l'Olocausto come prima tappa nel processo di segregazione, sfruttamento e poi di sterminio della popolazione ebraica europea. I più grandi furono quelli di Varsavia, Łódź, Częstochowa, Białystok e Lublino in Polonia, Leopoli e Odessa in Ucraina, Minsk in Bielorussia, Vilnius in Lituania, Riga in Lettonia, Budapest in Ungheria, e la città-ghetto di Theresienstadt in Boemia.
La concentrazione forzata degli ebrei in quartieri urbani a loro designati (chiusi da recinti spinati o da muri) favoriva non solo il loro controllo e sfruttamento (con la confisca dei beni e delle proprietà e la loro riduzione in condizioni di schiavitù) ma anche l'obiettivo del loro progressivo sterminio. Solo la fame e le malattie causarono oltre 800.000 vittime nei ghetti. Gli "abili" erano quindi selezionati per il lavoro coatto, all'interno dei ghetti maggiori o più spesso trasferiti in appositi campi di concentramento. Gli "inabili" (vecchi, donne e bambini) venivano quindi progressivamente eliminati in luoghi isolati lontano dal ghetto attraverso fucilazioni di massa, o per gassazione nei campi di sterminio.

## La storia

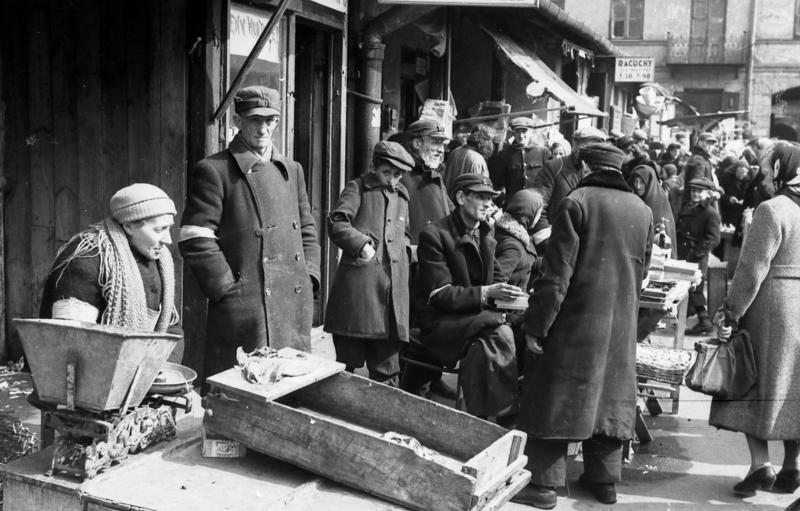
Una strada del ghetto di Varsavia

Il primo esplicito riferimento ai ghetti si trova in una circolare inviata il 21 settembre 1939 da Reinhard Heydrich ai capi degli Einsatzgruppen in Polonia tre settimane dopo l'inizio della seconda guerra mondiale: "Per il momento, il primo prerequisito per l'obiettivo finale è la concentrazione degli ebrei dalle campagne nelle città più grandi". A giudizio di Heydrich, i ghetti rappresentavano la migliore garanzia "di controllo e successiva deportazione" della popolazione ebraica. Ci sarebbero dovuti essere meno "centri di concentrazione" possibili, con non meno di 500 abitanti e solo in città con buoni collegamenti ferroviari. Fin dall'inizio, i ghetti furono quindi destinati a essere solo una misura temporanea in vista della soluzione finale di ciò che i nazisti chiamavano il "problema ebraico", qualunque essa sarebbe stata.
La costituzione dei ghetti fu di norma preceduta da atti di violenza ed intimidazione, volti ad eliminare potenziali oppositori e a terrorizzare la popolazione locale cosicché accettasse docilmente il confinamento nei ghetti "per la loro stessa protezione". Specialmente nei ghetti creati nei territori dell'Unione Sovietica in seguito all'Operazione Barbarossa, le violenze sfociarono in veri e propri pogrom ed eccidi. A Leopoli o a Vilnius nell'estate 1941 o a Odessa nell'ottobre 1941, decine di migliaia di ebrei furono vittime di violenti pogrom prima ancora dell'istituzione dei ghetti. I 20.000 residenti del ghetto di Pinsk saranno quasi esclusivamente donne, anziani e bambini, perché la quasi totalità della popolazione maschile (11.000 persone) fu preventivamente eliminata nell'agosto 1941 in fucilazioni di massa. 
Le condizioni di vita all'interno dei ghetti erano disumane: sovraffollamento, condizioni igienico-sanitarie disastrose, scarsi approvvigionamenti alimentari, assenza di riscaldamento nei rigidi inverni. Agli ebrei non erano permesso di uscire dal ghetto o di avere contatti con i non-ebrei, quando l'unica speranza di sopravvivenza era affidata al contrabbando. Racconta Hillel Chill Igielmann, sopravvissuto al ghetto di Bialobrzegi:
"L'unico modo di procurarsi del cibo era uscire dalla zona ebraica e cercare di raggiungere le fattorie, ma se eri catturato dai tedeschi ti sparavano. Pativamo molto il freddo perché non riuscivamo a trovare legna da ardere per riscaldare la casa, così abbiamo cercato di sgattaiolare fuori di notte per rompere le staccionate di legno, ma se venivi scoperto mentre facevi questo, i tedeschi ti sparavano. I tedeschi sapevano che degli ebrei erano riusciti a fuggire nei villaggi vicini, così offrivano una ricompensa di due libbre di zucchero a qualsiasi polacco che indicasse dove si nascondesse un ebreo, il che significava che non dovevamo guardarci solo dai tedeschi, ma anche dai polacchi, soprattutto dai giovani".
La fame, il freddo e le malattie diventarono una preoccupazione costante nella vita del ghetto. Nonostante che agli ebrei stessi venissero fatte pagare le spese per la loro detenzione, gli approvvigionamenti erano ben al di sotto dei fabbisogni vitali. A Varsavia, lo stesso Oberfeldkommandant militare tedesco riferì il 20 maggio 1941:
"La situazione nel quartiere ebraico è catastrofica. I cadaveri di coloro che sono morti di fame giacciono per le strade: il tasso di mortalità (l'80% dei morti avviene a causa di malnutrizione) è triplicato da febbraio. L'unica cosa che viene data agli ebrei è mezzo chilo di pane alla settimana. Nessuno è ancora stato in grado di consegnare loro delle patate, per le quali il consiglio ebraico ha effettuato un pagamento anticipato di diversi milioni..."
I primi a soccombere furono i più deboli: i malati, gli anziani, i bambini. Alla fine saranno più di 800.000 le persone morte per cause "naturali" all'interno dei ghetti.
I ghetti non protessero affatto i residenti da continue violenze e intimidazioni, anzi resero più facile l'organizzazione di esecuzioni di massa. Soprattutto dal giugno 1941 nelle zone occupate dell'Unione sovietica gli Einsatzgruppen si resero protagonisti di massacri che annientarono la presenza ebraica in intere regioni. Così scomparvero alcuni dei grandi ghetti dell'Est europeo, prima ancora che entrassero in funzione i campi di sterminio.
Nel 1942, con l'Operazione Reinhard, si individuò nella creazione di appositi campi di sterminio (Chełmno, Bełżec, Sobibor, Treblinka) la soluzione finale al problema ebraico, con la liquidazione anche dei ghetti maggiori rimasti in Polonia. Con l'aggiunta ulteriore dei campi di Majdanek e Auschwitz, i ritmi di sterminio divennero tali che il 21 giugno 1943 Himmler poté ordinare la completa chiusura dei ghetti con il trasferimento della popolazione residua nei campi di concentramento o di sterminio. Solo alcuni ghetti, che furono ridisegnati come campi di concentramento, rimasero in funzione fino al 1944.
Per quanto disegnati specificamente per la popolazione ebraica, i ghetti nazisti servirono anche occasionalmente come luogo di raccolta di altri gruppi di perseguitati (come rom, omosessuali, politici, prigionieri di guerra, minoranze sgradite al regime, ecc.) che di lì transitarono verso i campi di lavoro o di sterminio.

## Autogoverno dei ghetti

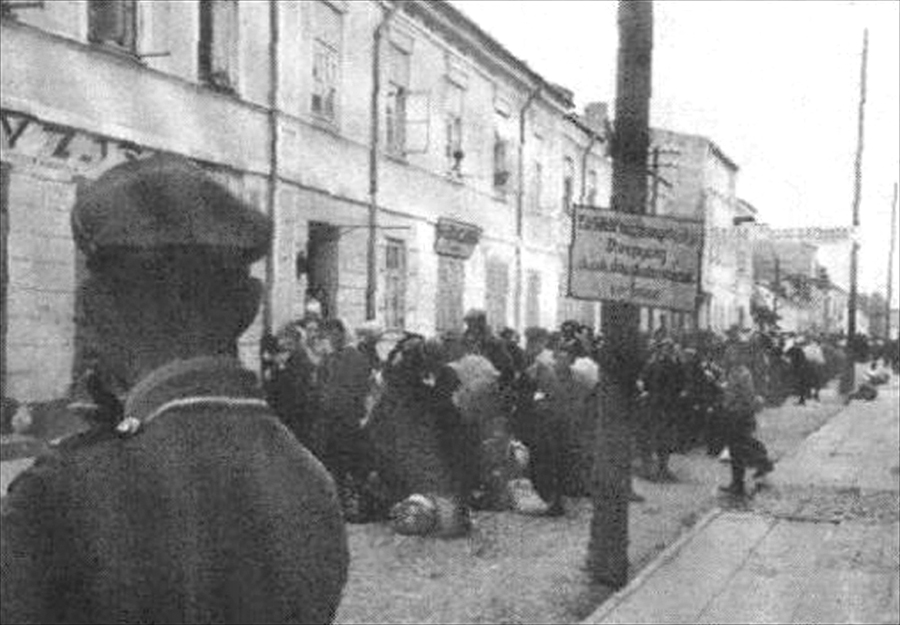
Liquidazione del ghetto di Biała Podlaska in Polonia nel 1942.

All'inizio i nazisti crearono delle forme di autogoverno nei ghetti, allo scopo di renderli formalmente retti da un consiglio ebraico (Judenrat) e da forze di polizia ebraiche (Jüdischer Ordnungsdienst) ritenuti responsabili dell'esecuzione degli ordini loro impartiti dalle autorità di occupazione tedesca. Da parte loro, gli ebrei stessi cercarono per quanto possibile di organizzarsi, creando scuole e orfanotrofi per i bambini, ospedali per i malati, mense e ricoveri per i poveri, nel tentativo di mantenere per quanto possibile in vita le attività religiose, culturali e caritative della comunità. Soprattutto nei ghetti maggiori, fino a quando la situazione lo rese possibile, si continuarono ad organizzare spettacoli teatrali e musicali, conferenze, si tennero in vita biblioteche e circoli culturali. Le feste ebraiche e le feste religiose furono osservate di nascosto, i matrimoni celebrati e la circoncisione rituale eseguita su bambini maschi appena nati. Forse uno degli aspetti più straordinari della vita nei ghetti fu la determinazione nel registrare le loro esperienze attraverso la redazione di cronache clandestine, alcune delle quali si sono preservati, come i diari di Emanuel Ringelblum e Adam Czerniakow a Varsavia e le cronache dei ghetti di Lodz e Kovno.
Nonostante le brutali condizioni di vita, la "collaborazione" con le autorità naziste apparve a molti all'inizio come il modo migliore di "limitare" i danni. Ci si era illusi che l'interesse maggiore dei nazisti fosse quello di uno sfruttamento intensivo della manodopera ebraica per le finalità belliche e che la condizione di sopravvivenza fosse proprio nella dimostrazione di poter servire efficacemente a questo fine.
Ben presto tuttavia le autorità ebraiche di autogoverno si trovarono di fronte a scelte impossibili, quando si cominciò a richiedere loro di stilare le liste dei deportati. Rifiutarsi significava la morte per i componenti del Consiglio con l'unico risultato che le liste venissero compilate dai nazisti stessi. Accettare significava dover decidere chi inviare alla morte ma anche sperare di poter dare una qualche opportunità ai più giovani e ai bambini.
Ma quando nel corso del 1942 si intensificarono le deportazioni verso luoghi sconosciuti dai quali non vi erano ritorno, e ai ghetti fu chiesto sempre più frequentemente la consegna dei bambini, crebbe la consapevolezza che la sorte di tutti di ebrei era comunque segnata. Crebbero così all'interno dei ghetti i dubbi che la linea della collaborazione potesse produrre alcun frutto, fino al definitivo collasso e liquidazione da parte nazista delle istituzioni di autogoverno.

## Rivolte dei ghetti

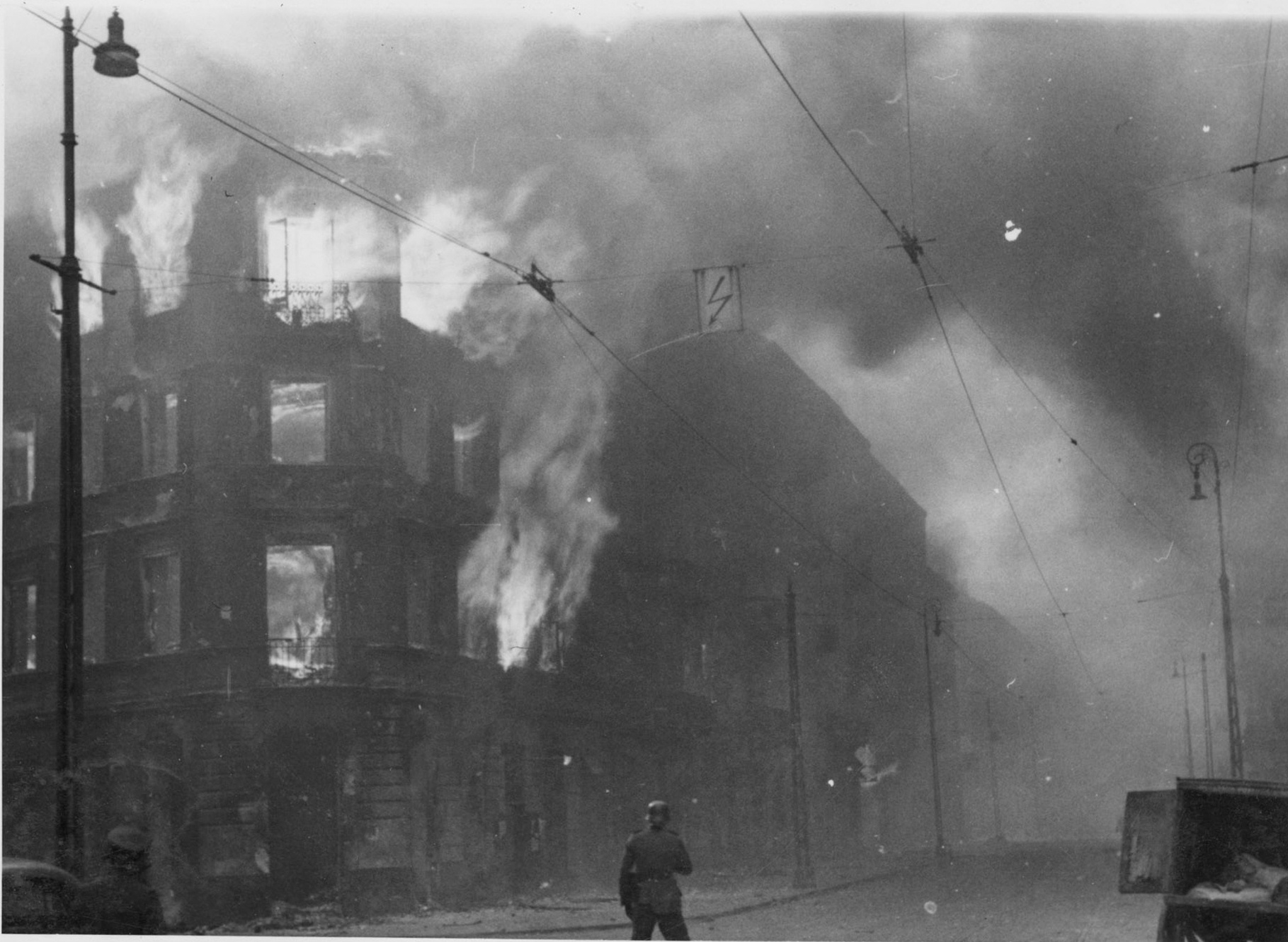
La repressione della rivolta del ghetto di Varsavia nel 1943.

Nel 1943 le finalità di genocidio dei nazisti erano ormai chiare e cessò ogni illusione di compromesso. La disperazione crebbe nei ghetti, insieme con la fretta dei nazisti di completare l'opera (e al tempo stesso di cancellarne testimoni e prove) prima che i luoghi dello sterminio cadessero in mano nemiche, ora che la guerra si volgeva chiaramente in loro sfavore.
In alcuni ghetti si ebbero dei disperati tentativi di ribellione. Le rivolte più tenacemente perseguite furono la rivolta del ghetto di Varsavia nell'aprile-maggio 1943 e la rivolta del ghetto di Białystok nell'agosto 1943. Vi furono tentativi di resistenza significativi anche a Częstochowa, Mińsk Mazowiecki, Vilnius, e Będzin. Nonostante i progressi compiuti dalle truppe alleate, il fronte era ancora troppo lontano e le risorse degli insorti troppo limitate perché le rivolte potessero sperare in alcun successo. Gli insorti stessi erano coscienti che si trattasse solo della decisione di come morire.
Anche quando la situazione era senza speranza non cessarono mai i tentativi di ricordare clandestinamente "a futura memoria" la cronaca del ghetto, talora da parte delle autorità ebraiche, talora da parte di individui. La cronaca di Emanuel Ringelblum, o i diari di Adam Czerniakow, Chaim Kaplan o Mary Berg sono solo alcuni esempi di questa letteratura di resistenza.

## I principali ghetti nazisti

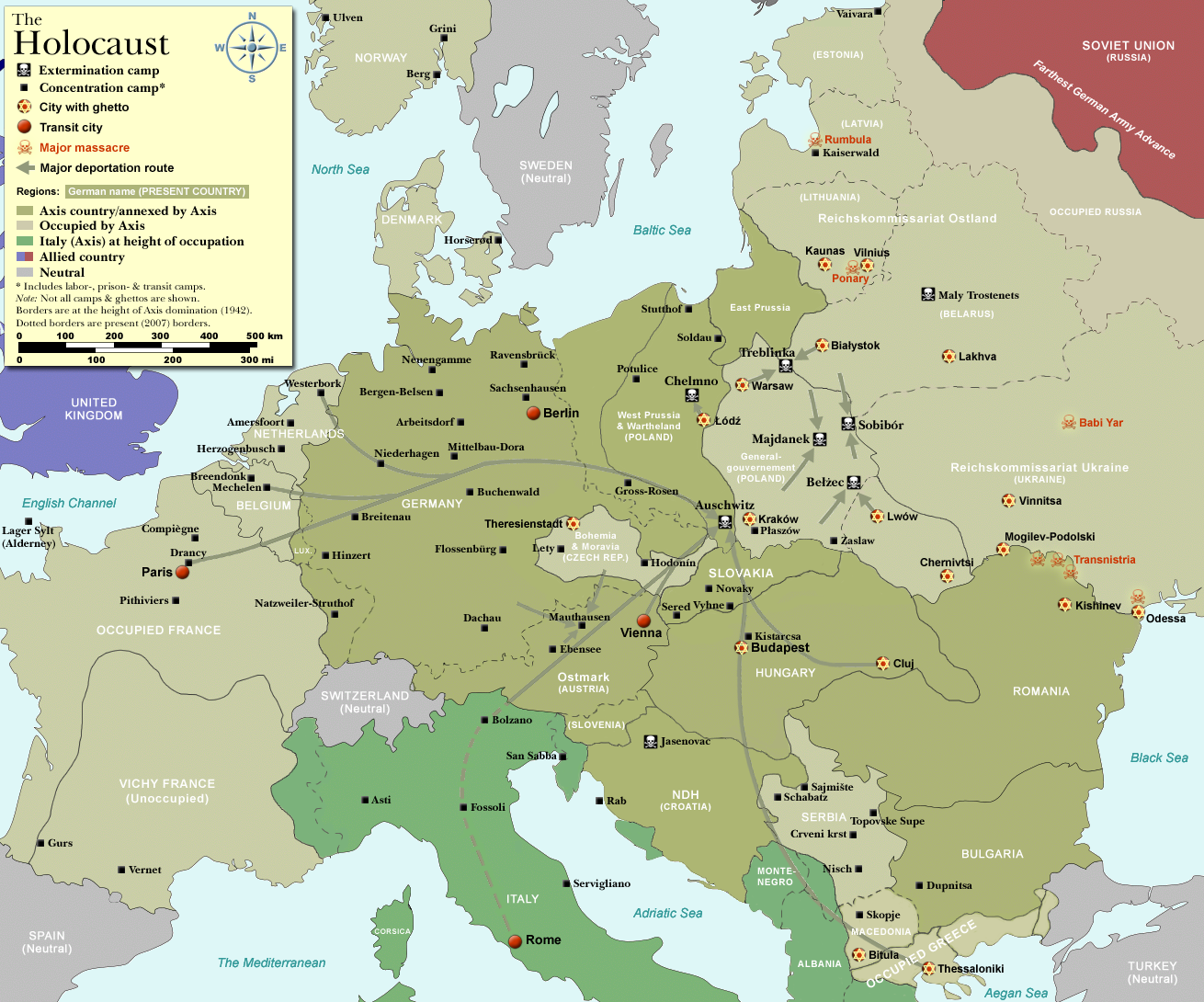
Mappa dell'Olocausto con l'indicazione dei principali ghetti, nel contesto della rete complessiva di campi di concentramento e di sterminio.

Furono più di mille i ghetti stabiliti dai nazisti nei territori occupati dell'Est europeo (Polonia, e quindi Ucraina, Bielorussia, e Paesi Baltici), successivamente allo scoppio della seconda guerra mondiale. Coerentemente alle direttive di Heydrich, i ghetti furono pensati come una soluzione temporanea e in effetti la maggior parte di essi (specie quelli creati nei centro minori) ebbe un'esistenza molto limitata nel tempo. Talora un ghetto era semplicemente una serie di edifici dove si faceva concentrare la popolazione ebraica di una certa città e di una certa zona. Una volta assolta la sua funzione, si procedeva alla "liquidazione" del ghetto attraverso lo sterminio in loco degli abitanti e il trasferimento dei superstiti nei ghetti principali. I ghetti nelle città maggiori erano maggiormente strutturati. Circondati da mura o recinti di filo spinato, avevano ingressi permanentemente sorvegliati da guardie armate. A causa del continuo influsso dai centri minori e dei trasferimenti anche dai paesi dell'Europa occidentale, la loro popolazione - già rilevante - tese inizialmente a crescere a dismisura, nonostante si procedesse fin dalla fine del 1941 alla riduzione della loro popolazione attraverso massacri di dimensioni sempre più vaste, come quelli che interessarono i ghetti di Odessa, Riga, Kiev, e molti altri, specie nei territori conquistati con l'invasione tedesca dell'Unione Sovietica.
Il primo fu il ghetto di Piotrków Trybunalski in Polonia, creato l'8 ottobre 1939. I più grandi furono quelli di Varsavia (400.000 abitanti) e Łódź (160.000 abitanti). Altri grandi ghetti furono creati nelle città di Cracovia, Białystok, Leopoli, Lublino, Vilnius, Kovno, Częstochowa, Minsk e Budapest.
Non vi furono ghetti in Germania o nell'Europa occidentale; un po' perché la popolazione ebraica in quei paesi non viveva concentrata in quartieri ebraici ma integrata al resto della popolazione, un po' perché le condizioni culturali erano giudicate inadatte e si temeva di creare controproducenti reazioni negative nell'opinione pubblica. Si istituirono così appositi campi di concentramento o di transito lontani dai centri abitati dove la popolazione ebraica potesse essere raccolta prima di essere trasferita nei ghetti dell'est o direttamente ai campi di sterminio. A fungere come principali campi di partenza per i deportati furono il campo di internamento di Drancy in Francia, il campo di concentramento di Westerbork e quello di Herzogenbusch nei Paesi Bassi, il campo di transito di Malines in Belgio e quindi il campo di Fossoli in Italia. Il Campo di concentramento di Theresienstadt in Boemia fu atipico in quanto concepito come un misto tra ghetto e campo di concentramento, comunque una città interamente riservata alla popolazione ebraica, non propriamente un quartiere all'interno di una città non ebraica come nel caso degli altri ghetti nazisti. 

### Polonia occidentale
- Ghetto di Varsavia (Varsavia, Polonia) -- 450.000-500.000 ab [16 ottobre 1940 - 16 maggio 1943]
- Ghetto di Łódź (Łódź, Polonia) -- 200.000 ab. [8 febbraio 1940 - 28 agosto 1944]
- Ghetto di Białystok (Białystok, Polonia) -- 40./50.000 ab
- Ghetto di Częstochowa (Częstochowa, Polonia) -- 48.000 / 50.000 ab. [9 aprile 1941 - 20 luglio 1943]
- Ghetto di Lublino (Lublino, Polonia) -- 30.000 / 40.000 ab.
- Ghetto di Radom (Radom, Polonia) -- 30.000 / 32.000 ab.
- Ghetto di Będzin (Będzin, Polonia) -- 30.000 ab.
- Ghetto di Kielce (Kielce, Polonia) -- 27.000 ab.
- Ghetto di Piotrków Trybunalski (Piotrków Trybunalski, Polonia) -- 25.000 ab.
- Ghetto di Cracovia (Cracovia, Polonia) -- 15.000 / 20.000 ab. [3 marzo 1941 - 14 marzo 1943]
- Ghetto di Siedlce (Siedlce, Polonia) -- 12.000 / 18.000 ab.
- Ghetto di Zamość (Zamość, Polonia -- 12.000 / 14.000 ab.
- Ghetto di Kutno (Kutno, Polonia) -- 7.000-8.000 ab.
- Ghetto di Ciechanów (Ciechanów, Polonia) -- 5.000 ab.
- Ghetto di Sieradz (Sieradz, Polonia) -- 2.500 / 5.000 ab.
- Ghetto di Lubartów (Lubartów, Polonia) -- 4.500 ab.

### Polonia orientale / Bielorussia
- Ghetto di Minsk (Minsk, Bielorussia) -- 100.000 ab.
- Ghetto di Nowogródek (Navahrudak, Bielorussia) -- 6.000 ab.
- Ghetto di Zdzięcioł (Dzyatlava, Bielorussia) -- 4.500 ab.
- Ghetto di Łachwa (Lachva, Bielorussia) -- 2.350 ab.

- Ghetto di Brėst (Brėst, Polonia orientale, ora Bielorussia) -- 18.000 ab.
- Ghetto di Grodno (Hrodna, Polonia orientale, ora Bielorussia) -- 15.000 ab.
- Ghetto di Pinsk (Pińsk, Polonia orientale, ora Bielorussia) -- 20.000 ab.

- Ghetto di Baranowicze (Baranavičy, Polonia orientale, ora Bielorussia)
- Ghetto di Kleck (Kleck, Polonia orientale, ora Bielorussia)
- Ghetto di Kobryn (Kobryn, Polonia orientale, ora Bielorussia)
- Ghetto di Lida (Lida, Polonia orientale, ora Bielorussia)
- Ghetto di Pruzana (Pružany, Polonia orientale, ora Bielorussia)
- Ghetto di Slonim (Slonim, Polonia orientale, ora Bielorussia) -- 22./25.000 ab.
- Ghetto di Wołkowysk (Vaŭkavysk, Polonia orientale, ora Bielorussia)

### Polonia orientale / Ucraina / Moldavia
- Ghetto di Leopoli (Leopoli, Polonia orientale, ora Ucraina) -- 115.000 / 160.000 ab. [8 novembre 1941 - giugno 1943]
- Ghetto di Rowne (Rivne, Polonia orientale, ora Ucraina)
- Ghetto di Stanisławów (Ivano-Frankivs'k, Polonia orientale, ora Ucraina) -- 20.000 ab.

- Ghetto di Boryslav (Boryslav, Polonia orientale, ora Ucraina)
- Ghetto di Chernivtsi (Černivci, Ucraina)
- Ghetto di Drohobycz (Drohobyč, Polonia orientale, ora Ucraina)
- Ghetto di Jaworow (Javoriv, Polonia orientale, ora Ucraina)
- Ghetto di Kolomyja (Kolomyja, Polonia orientale, ora Ucraina)
- Ghetto di Kowel (Kovel', Polonia orientale, ora Ucraina)
- Ghetto di Łuck (Luc'k, Polonia orientale, ora Ucraina) -- 25.000 ab.
- Ghetto di Stryj (Stryj, Polonia orientale, ora Ucraina)
- Ghetto di Tarnopol (Ternopil', Polonia orientale, ora Ucraina) -- 20.000 ab.
- Ghetto di Włodzimierz (Volodymyr-Volyns'kyj, Polonia orientale, ora Ucraina)

- Ghetto di Brody (Brody, Polonia orientale, ora Ucraina)
- Ghetto di Buczacz (Bučač, Polonia orientale, ora Ucraina)
- Ghetto di Czortkow (Čortkiv, Polonia orientale, ora Ucraina)
- Ghetto di Dubno (Dubno, Polonia orientale, ora Ucraina)
- Ghetto di Krzemieniec (Kremenec', Polonia orientale, ora Ucraina)
- Ghetto di Mizocz (Mizoč, Polonia orientale, ora Ucraina)
- Ghetto di Ostrog (Ostrog, Polonia orientale, ora Ucraina)
- Ghetto di Rava-Rus'ka (Rava-Rus'ka, Polonia orientale, ora Ucraina)
- Ghetto di Sambor (Sambir, Polonia orientale, ora Ucraina)
- Ghetto di Sokal (Sokal', Polonia orientale, ora Ucraina)
- Ghetto di Zloczow (Zoločiv, Polonia orientale, ora Ucraina)

- Ghetto d'Odessa (Odessa, Ucraina) -- 35.000 ab. (25 ottobre 1941 - gennaio 1942)
- Ghetto di Mohyliv-Podil's'kyj (Mohyliv-Podil's'kyj, Ucraina)
- Ghetto di Vinnycja (Vinnycja, Ucraina)

- Ghetto di Kishinev (Chișinău, Moldavia)

### Lituania
- Ghetto di Vilnius (Vilnius, Lituania) -- 40.000 ab.
- Ghetto di Kovno (Kaunas, Lituania) -- 30.000 ab.

### Lettonia
- Ghetto di Riga (Riga, Lettonia) -- 46.000 ab.

### Ungheria
- Ghetto di Budapest (Budapest, Ungheria) -- 100.000 ab.
- Ghetto di Kolozsvár (Cluj-Napoca, Romania)